# John Braithwaite (Kriminologe)
John Braithwaite (* 30. Juli 1951 in Ipswich, Australien) ist ein australischer Kriminologe und Soziologe. Der emeritierte Professor der Australian National University entwickelte die Theorie des reintegrativen Beschämens. Daneben hat er sich mit Industriesoziologie befasst und zusammen mit Ian Ayres eine rechtssoziologische Regulierungstheorie entwickelt.

## Leben und Werk
Braithwaite studierte Psychologie, Anthropologie und Soziologie an der University of Queensland, wo er 1972 das Bachelor-Examen ablegte und 1977 zum Ph.D. in Soziologie promoviert wurde. Nach Tätigkeiten in Lehre und Forschung, darunter als Gastprofessor an der amerikanischen New York University, wurde er 2002 Distinguished Professor an der Australian National University in Canberra. 2020 wurde er emeritiert. 
Mit seiner Theorie des reintegrativen Beschämens (englisch: Reintegrative Shaming) legte Braithwaite eine allgemeine Theorie der Kriminalität vor, in der er traditionelle soziologische Erklärungsansätze (wie Subkulturtheorie, Lerntheorie, Kontrolltheorie und Anomietheorie) miteinander und mit dem Etikettierungsansatz verknüpft und dies zudem in ein Verhältnis zu den empirischen Ergebnissen der Entwicklungskriminologie bringt. Der zentrale Begriff in seiner Theorie ist das shaming (Beschämung). Dadurch wird im Individuum eine interne Kontrolle erzeugt, die ihm die Richtung für sozial akzeptiertes Verhalten vorgibt. Das Reintegrative Shaming gilt als Meilenstein kriminologischer Theoriebildung.
Im Bereich der politischen Theorie und Rechtssoziologie ist Braithwaite für seine Theorie des „responsiven Rechts“ (mit Ian Ayres) bekannt. Auf die Entwicklung globalisierter Märkte hat er diesen Ansatz zu einer Theorie des regulativen Kapitalismus ausgebaut.

## Ehrungen
Braithwaite erhielt 2004 als zweiter nichtamerikanischer Preisträger den Sutherland Prize der American Society of Criminology. Ebenfalls 2004 erhielt er gemeinsam mit Peter Drahos den Grawemeyer Award. 2005 wurde ihm der Prix Emile Durkheim der International Society of Criminology zugesprochen und 2006 erhielt er den Stockholm Prize in Criminology. 2008 wurde er zum Ehrendoktor der Katholieke Universiteit Leuven ernannt. 2024 erhielt er den Balzan-Preis für seine Beiträge zur "Restaurativen Justiz".

## Schriften (Auswahl)
- Regulatory capitalism: how it works, ideas for making it work better, Edward Elgar Publishing, Cheltenham 2008, ISBN 978-1-84720-002-0.
- Restorative Justice and Responsive Regulation, Oxford University Press, New York 2002, ISBN 978-0-19-513639-5.
- Regulation, Crime, Freedom, Ashgate/Dartmouth, 2000, ISBN 0-7546-2005-0.
- (mit Ian Ayres) Responsive Regulation: Transcending the Deregulation Debate, Oxford University Press, New York 1995, ISBN 0-19-507070-4.
- Crime, Shame and Reintegration, Cambridge University Press, New York 1989, ISBN 0-521-35668-7.